# 진복기
진복기(陳福基, 1917년 11월 17일 ~ 2000년)은 대한민국의 정치인으로, 대한민국 제7대 대통령 선거에서 3위를 기록하였다. 카이젤 콧수염으로 유명세를 탔다. 이후에도 기독성민당등을 창당하였으나 여러 가지 이유로 대선에 출마하지는 않았다.1971년의 7대 대선에서 사실상 1인정당인 정의당을 창당하여 대통령선거전에 뛰어든 진복기 후보는 돈이 없어서 전국유세를 포기하고 서울시내에서만 선거운동을 하였는데, 당시 법에 따르면 대통령선거 후보자는 대통령 경호실에서 2명의 경호원을 파견하여 후보의 신변보호를 해주도록 규정되어 있었다. 그런데 진복기는 차도 없고 선거운동원도 없이 혼자서 시내버스를 타고 다니면서 선거운동을 하였는데, 대통령경호실 직원들은 경호실 차량을 타고 진복기 후보를 따라다녔기 때문에 그가 어디에서 하차하는지 몰라서 수행중인 후보를 놓치기 일쑤였다. 이에 경호원들은 후보와 함께 차를 타고 다니는 것을 검토해보았으나 경호실 차량에는 규정상 경호실 직원만 승차하도록 되어 있어서 이것도 불가능했다. 고심하던 경호원들은 하는 수 없이 경호원 1인은 진복기와 함께 버스를 타고 다니고 나머지 1인은 차량을 몰고 다니면서 후보를 수행하였다고 한다. 그러나 이런 악조건 속에서도 진복기는 당당히 12만여표를 얻으며 박정희 김대중에 이어 3위를 하는 기염을 토하게 된다.
앞서서 대한민국 제6대 총선에서는 성북구 을(제8선거구)에 정민회소속으로  출마하였으나 낙선하였다. 1980년대 대선출마 상습자로 분류되어 규제를 받기도 했다.

## 역대 선거 결과
|  | 1.82% |

|  | 1.03% |

|  | 0% |